# آرا
آرا
شهر آرا (به انگلیسی: Arrah) با جمعیت ۲۴۴٫۴۳۹ نفر در ایالت بیهار در کشور هند واقع شده‌است.